# Hanseatischer Volksbund
Hanseatischer Volksbund (HVB) war der Name einer bürgerlichen Partei in Lübeck in der Zeit der Weimarer Republik.

## Geschichte
Die Gründung des Hanseatischen Volksbunds 1926 war eine Konsequenz der Affäre um den Lübecker Bürgermeister Johann Martin Andreas Neumann. Aufgrund von Pressemitteilungen über seine Bekanntschaft mit dem Vorsitzenden des Alldeutschen Verbandes, Heinrich Claß, der Neumann in seine Pläne eines Reichsputsches eingeweiht haben soll, trat Neumann nach einem Misstrauensvotum in der Bürgerschaft am 2. Juni 1926 als Bürgermeister zurück. Zu seinem Nachfolger wurde der sozialdemokratische Senator Paul Löwigt gewählt.
Daraufhin schloss sich ein Großteil der bürgerlichen Parteien und Gruppen in Lübeck zur Einheitsliste Hanseatischer Volksbund zusammen, um der stärksten politischen Kraft in Lübeck, der SPD, als Block eine gleichwertige Kraft entgegenzusetzen. Der Volksbund war ein Sammelbecken konservativer Strömungen, er präsentierte sich als offen für alle nichtmarxistischen, also Nicht-SPD- und KPD-Wähler. Dem Volksbund gelang es in der durch den Rücktritt Neumanns ausgelösten Regierungskrise, politische Gegensätze zu nivellieren und große Teile des Bürgertums hinter sich zu sammeln. Zu den im Volksbund vereinigten Parteien und Gruppierungen gehörten Völkische Deutschvölkische Freiheitspartei, Deutschnationale Volkspartei, Deutsche Volkspartei sowie die Haus- und Grundbesitzer. Die Deutsche Zentrumspartei schloss sich dem Volksbund nicht an, ebenso die linksliberale Deutsche Demokratische Partei.
Bei der Bürgerschaftswahl 1926 zur vierten Legislaturperiode (1926–1929) der Lübecker Bürgerschaft als Landesparlament am 14. November 1926 erreichte der Hanseatische Volksbund aus dem Stand einen bedeutenden Wahlerfolg und wurde mit 44 % der Stimmen und 36 von 80 Sitzen noch vor der SPD (42,6 %; 35 Sitze) stärkste Fraktion.
Dieser Erfolg wiederholte sich 1929 nicht. In diesem Jahr musste der Volksbund, der im Lübecker Senat auch vier von 11 Senatoren stellte, deutliche Verluste hinnehmen. Er verlor knapp ein Sechstel seiner Wähler an die NSDAP; 1932 kehrte sich das Stimmenverhältnis zwischen beiden beinahe um, als der Volksbund 24 seiner 29 Sitze verlor, vor allem an die NSDAP.
1933 unterstützte der fast bedeutungslos gewordene Volksbund in der Bürgerschaft und im Senat die Machtübernahme durch die NSDAP.

## Wahlergebnisse
| Wahltag           | Stimmenanteil % | Sitze |
| ----------------- | --------------- | ----- |
| 14. November 1926 | 44              | 36    |
| 10. November 1929 | 35.5            | 29    |
| 13. November 1932 | 6               | 5     |

## Abgeordnete
- Ernst Boie, Fraktionsführer
- Detlef Hartz, zuvor Grundbesitzerverein, 1929–1932
- Rudolf Keibel, zuvor  Wirtschaftsgemeinschaft (WiG), 1926–1933
- Moritz Neumark, zuvor DVP, 1926–1929
- Hermann Gustav Stolterfoht, zuvor  Wirtschaftsgemeinschaft (WiG), 1926–1932
- Kurt Ziesenitz, zuvor DVP, 1926